# كاناديك (نيويورك)
كاناديك (بالإنجليزية: Canadice, New York)‏ هي بلدة أمريكية تقع في الولايات المتحدة في مقاطعة أونتاريو، نيويورك. يقدر عدد سكانها بـ 1,664 نسمة ومساحتها 84.0 كم2 وترتفع عن سطح البحر 465 متر.